# 2477 Biryukov
2477 Biryukov (1977 PY1) là một tiểu hành tinh vành đai chính được phát hiện ngày 14 tháng 08 năm 1977 bởi Nikolai Chernykh ở Đài vật lý thiên văn Crimean, Ukraina.